# 浜川一郎
浜川 一郎（はまかわ いちろう、1956年2月6日 - ）は、日本の実業家。ジェーシービー代表取締役会長 兼 執行役員社長。

## 来歴
1956年、京都府生まれ。78年京都大学経済学部卒業後、三和銀行（現三菱UFJ銀行）入行。2006年三菱東京UFJ銀行（現三菱UFJ銀行）執行役員、09年常務執行役員、11年三菱UFJフィナンシャル・グループ常務執行役員、12年同社専務取締役を経て14年より現職。